# Cherrie
Cherrie, pseudonimo di Shiriihan Mohamed Abdulle (Oslo, 16 giugno 1991), è una cantante norvegese naturalizzata svedese.

## Biografia
Nata nella capitale norvegese da genitori somali, Cherrie è cresciuta nella città finlandese di Lohja fino a quando all'età di 10 anni non si è trasferita con la madre a Rinkeby, un sobborgo di Stoccolma. Suo fratello Kalil Abdulle è un rapper conosciuto come K27; è inoltre cugina dei rapper Yasin e Imenella.
Cherrie ha avviato la sua carriera musicale nel 2015. L'anno successivo il suo album di debutto Sherihan ha conquistato la 18ª posizione della classifica svedese, oltre a fruttarle tre candidature ai Grammis, il principale riconoscimento musicale svedese, fra cui una vittoria per l'Artista hip hop/soul dell'anno. Ha trionfato nella stessa categoria anche ai premi P3 Guld del 2017.
Nella primavera del 2018 è andata in onda su SVT Edit la serie Cherrie - ut ur mörkret, dove la cantante racconta la sua vita e mostra i suoi luoghi dell'infanzia, mentre si prepara per la sua tournée nazionale. Nel giugno successivo il suo secondo album, Araweelo, è entrato al 20º posto nella classifica svedese. Nel 2019 è stata una delle cinque persone insignite del premio speciale di 100 000 corone svedesi assegnato dalla città di Stoccolma.

## Discografia

### Album in studio
- 2016 – Sherihan
- 2018 – Araweelo
- 2021 – Naag nool

### Mixtape
- 2020 – OG (The Mixtape)

### Singoli
- 2015 – Inget kommer mellan oss
- 2015 – Tabanja
- 2016 – Aldrig igen (må sådär) (feat. Stormzy)
- 2016 – Änglar
- 2017 – Lämna han
- 2017 – 163 för evigt
- 2018 – Det slår mig ibland
- 2018 – Samma flagga
- 2018 – Kungsliften (con Fricky)
- 2019 – OG
- 2019 – Familjen (feat. K27)
- 2019 – Mami
- 2019 – Mazza
- 2020 – Ingen annan än du
- 2020 – Maria
- 2020 – 123 (feat. Yasin)

#### Come featuring
- 2018 – Andetag (Erik Lundin feat. Cherrie)
- 2019 – Mi amor (Molly Sandén feat. Miriam Bryant e Stor)